# Cantó de Granhòs
El cantó de Granhòs és un cantó francès del departament de la Gironda, situat al districte de Lengon. Té 10 municipis i el cap és Granhòs.

## Municipis
- Cauvinhac
- Corts
- Granhòs
- L'Abescau
- Lavasan
- L'Èrm e Musset
- Marions
- Macelhas
- Sendets
- Silhàs

## Història
| Data d'elecció                           | Identitat          | Partit        | Qualitat |
| ---------------------------------------- | ------------------ | ------------- | -------- |
| 1945-1960                                | Jacques Gauthier   | SFIO          |          |
| 1960-1970                                | Pierre Darcos      |               |          |
| 1970-1976                                | Henri Magescas     |               |          |
| 1976-1994                                | Pierre Espagnet    | RPR           |          |
| 1994-2001                                | Yvon Le Yondre     | PS            |          |
| 2001-2008                                | Michel Darguence   | Divers droite |          |
| 2008-                                    | Jean-Pierre Baillé | UMP           |          |
| les dades anteriors no són pas conegudes |                    |               |          |
|                                          |                    |               |          |

## Demografia
| 1962  | 1968  | 1975  | 1982  | 1990  | 1999  | 2006  |
| ----- | ----- | ----- | ----- | ----- | ----- | ----- |
| 2.893 | 3.235 | 2.950 | 2.719 | 2.559 | 2.648 | 2.875 |